# Jacques Blanchard

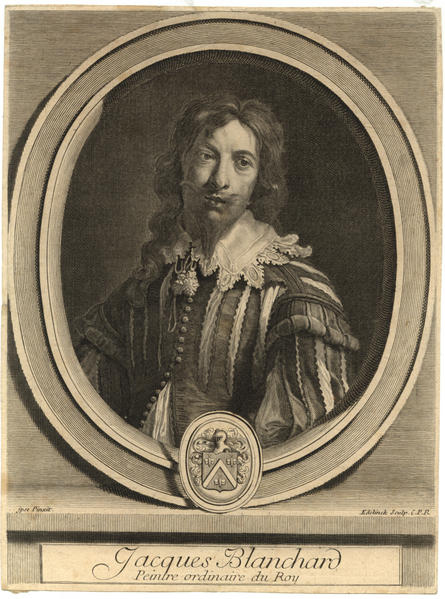
Jacques Blanchard, nach einem Selbstporträt, um 1695 gestochen von Gérard Edelinck

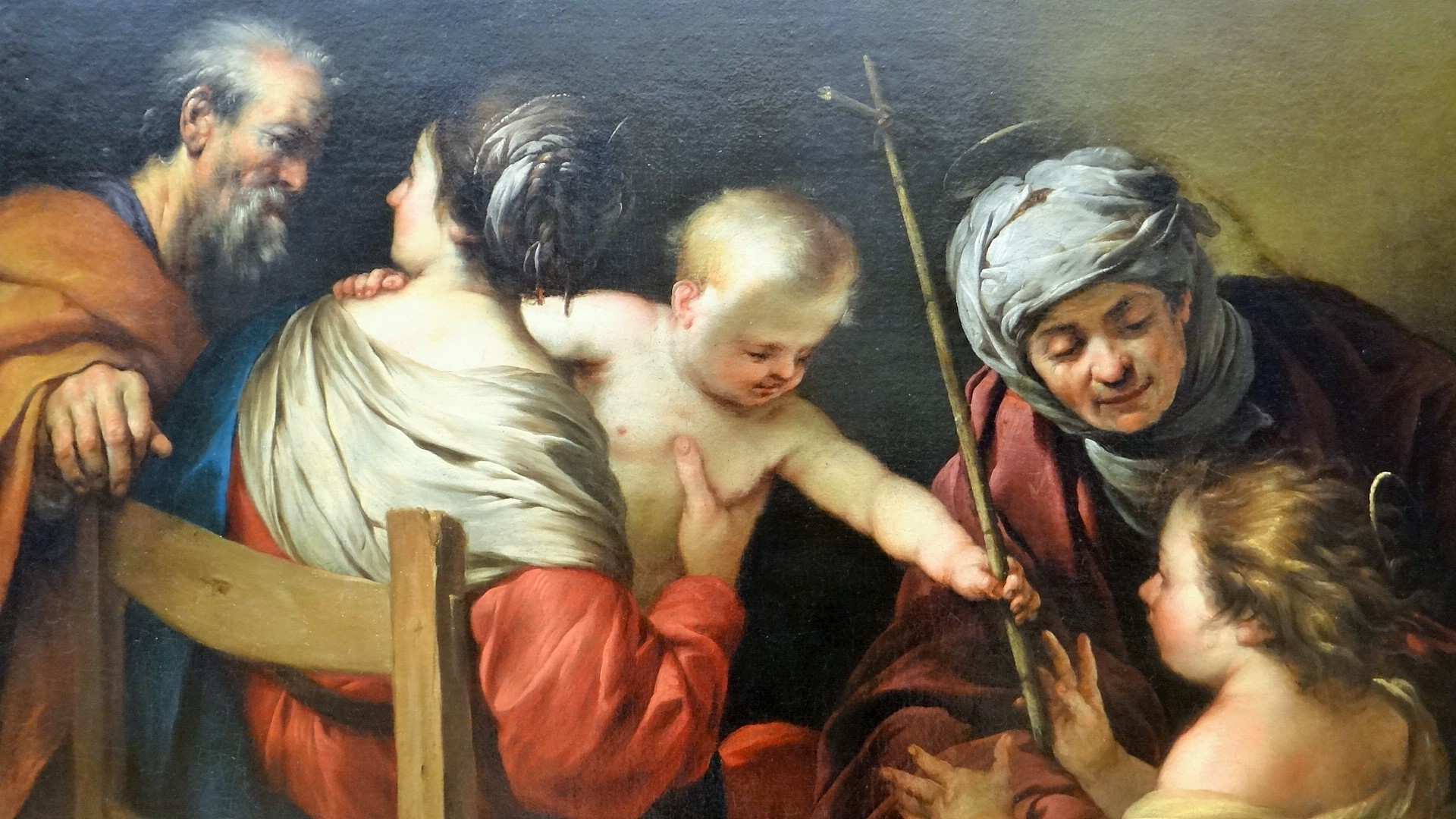
Jacques Blanchard um 1630: Elisabet mit ihrem Johannesknaben, dem das Jesuskind den Kreuzstab gegeben hat.

Jacques Blanchard (* 1. Oktober 1600 in Paris; † 1638 ebenda) war ein französischer Maler des Barock.

## Leben
Jacques’ Vater vertrat in Paris seine Heimatstadt Condrieu und hatte in die Pariser Malerfamilie Baullery (auch Bolleri) eingeheiratet. Jacques Blanchard ging 1613 zusammen mit seinem Bruder Jean Baptiste (1595–1665) bei seinem Onkel Nicolas Baullery (1560–1630) in die Lehre. 1620 bis 1623 arbeitete Jacques Blanchard bei dem Lyoner Stadtmaler Horace Le Blanc (1575–1637). Im Oktober 1624 begab er sich mit seinem Bruder nach Rom. Im April 1626 ging er nach Venedig. Dort studierte Jacques Blanchard die Koloristen – vor allem Tizian. In Turin schuf er im Frühjahr 1628 um die acht Gemälde für den Herzog von Savoyen. 1629 kam er in Paris an. Auf der Heimreise hatte er in Lyon Horace Le Blanc porträtiert. Fortan lebte er in Paris. 1636 wurde er zum Peintre de cour ernannt. Er tauschte sich mit den Malern Simon Vouet, Louis Boullogne und Claude Vignon aus.
Jacques Blanchard war zweimal verheiratet. Seine beiden Töchter starben kurz nach ihrer Hochzeit. Der Sohn Gabriel Blanchard (1630–1704) war Maler.
Gabriel Blanchard starb an einer Lungenentzündung.

## Werk
Seine Werke befinden sich in zahlreichen öffentlichen Sammlungen – so im Louvre, im Schloss Versailles, in der Kathedrale Notre-Dame de Paris, in der Kathedrale von Albi, in der Kirche St-Léger (Cognac),  in der Kathedrale von Cahors, in der Paulhaner Kirche, im Musée des Beaux-Arts (Lyon), im Musée de Grenoble, im Musée des Beaux-Arts (Rennes), im Musée des Beaux-Arts de Nancy, im Musée des beaux-arts de Rouen, im Musée des beaux-arts de Reims, im Musée des beaux-arts de Bordeaux, im Musée des beaux-arts d'Agen, im Musée départemental Georges-de-La-Tour (Vic-sur-Seille), im Musée des beaux-arts d'Orléans, im Musée des Beaux-Arts de Caen, im Musée Thomas-Henry (Cherbourg-en-Cotentin), im Musée d’Art Roger-Quilliot, im Musée municipal de La Roche-sur-Yon sowie außerhalb Frankreichs im Szépművészeti Múzeum Budapest, in der Eremitage (Sankt Petersburg), im Metropolitan Museum of Art, im Art Institute of Chicago, im Detroit Institute of Arts, im Blanton Museum of Art (Austin (Texas)), im Courtauld Institute of Art und im Chimei Museum Tainan.
Zudem ist durch Antoine-Joseph Dezallier d’Argenville überliefert, Jacques Blanchard habe um die siebzig Stiche geschaffen. Einige davon besitzen heute der Louvre,  das Musée Condé und das Musée des Beaux-Arts (Rennes).
Ausstellungen im 20. Jahrhundert fanden 1934, 1960 und 1989 in Paris, 1958 in Stockholm und 1998 in Rennes statt.